# Szerdahelyi István (esztéta)
Szerdahelyi István (Budapest, 1934. december 31. – 2017. szeptember 24.) esztéta, irodalomtörténész, műfordító és egyetemi oktató.

## Életpályája, munkássága
Szülei Szerdahelyi László és Kincses Éva voltak. Iskoláit Budapesten végezte, felsőfokú tanulmányait az ELTE Bölcsészettudományi Karán folytatta könyvtár szakon 1953 és 1957 között. 1957-ben az ELTE Egyetemi Könyvtárába vették fel gyakornoknak. 1959-ben átkerült az Akadémiai Kiadóhoz szerkesztőnek, majd csoportvezetői beosztást nyert. 1978–1980 között a Magyar Tudományos Akadémia főmunkatársaként dolgozott. 1980-tól 1990-ig az ELTE Esztétikai Tanszékén adjunktusi, majd docensi beosztásban oktatott és kutatott. 1977-ben a filozófia tudományok kandidátusa fokozatot érte el, 1987 óta az irodalomtudományok akadémiai nagydoktora. 
Irodalomtudós, kultúrakutató, közíró. Mintegy tíz éven át (1980–1989) volt a Kritika című lap és a Világirodalmi lexikon (1970–1996) szerkesztője és főszerkesztője, s így a magyar szellemi élet egyik irányítója. A Magyar irodalmi lexikon (1963–1965) II. és III. kötetének felelős szerkesztője volt. Megírta a Horváth János (1951) óta első Verstant, két ikerkönyvben pedig nagy erudícióval vizsgálta (kultúrtörténeti kutatásai előzményeként) a kapitalista és a szocialista társadalom szerkezetét és működését.
Legjelentékenyebb műveinek egyike  Lukács Györgyről írott monográfiája. (E mű megírására az is inspirálta Szerdahelyi Istvánt, hogy a német nyelvterületen ma is nagy megbecsülésnek örvendő filozófus tanítványi körébe tartozott.) 

## Emlékezete
- Csak Szerdahelyi István halála után jelenhetett meg Kivezetés a szépirodalomból címen egy nehezen besorolható műfajú írás a L’ Harmattan Könyvkiadónál. Ebben Lajta Erika, az abszurd-groteszk szemléletű munkáiról ismert írónő beszélget el Szerdahelyi Istvánnal.[2]

Két fő témájuk:
- milyen volt az Aczél György fémjelezte kultúrpolitika? a három T: az állami szinten tiltott, tűrt, vagy éppenséggel támogatott műalkotások világa
- hogyan élte meg az 1975-ös prózafordulatot Szerdahelyi István, aki a maga idejében a posztmodern – azon belül is Esterházy Péter prózája – legnagyobb hazai ellenzőjeként híresült el. (Szerdahelyi Istvántól származik a honi kulturális életben lépten-nyomon használt „posztmodern stílusdiktatúra” kifejezés.)
A Kivezetés a szépirodalomból című kötet nemcsak irodalmi és politikai nézetek ütköztetésére ad alkalmat, hanem tulajdonképpen egy kettős portré is az interjú készítőjéről, illetve alanyáról.
Élénk vitákat váltott ki a tekintetben, hogy Lajta Erika vajon jól ragadta-e meg Szerdahelyi István ellentmondásos személyiségét. Mindenesetre a kötet érdeméül tudható be, hogy újra ráirányította a figyelmet Szerdahelyi István alakjára, tradicionális baloldali értékeket következetesen valló gondolkodására. Irodalmi kérdésekben való értékítéletei is újra megismerhetővé váltak, márpedig a posztmodern „lecsengése” után különös jelentőséget kapnak a Szerdahelyi Istvánhoz hasonlóan irodalmunk hagyományaira jobban építő, az irodalomszerető közönséget jobban partnernek tekintő, a Mű és az olvasók közötti ún. „közvetítő szerepet” büszkén felvállaló esztéták/irodalomtörténészek/kritikusok.
Akárcsak páratlan műveltséganyagot mozgató, briliáns humorú esszéiben, a Kivezetés a szépirodalomból című kötetben is megmutatkozik Szerdahelyi István ironikus világlátása.
A kötet végén Kántás Balázs, József Attila-díjas irodalomtörténész méltatja az általa Janus-arcú tudósnak nevezett Szerdahelyi István munkásságát, s mutat rá, mennyi segítséget nyújtott a legfiatalabb költőnemzedéknek akár műbírálóként, akár köteteik szerkesztését ingyen elvállaló tapasztalt pályatársként.
A Kivezetés a szépirodalomból című kötet ízelítőt ad Szerdahelyi István ifjúkori lírájából is. Az örök-téma: a szerelem mellett költői termésének alapélménye az 1956-os forradalom.
- Az Ezredvég című baloldali folyóirat 2018. évi 1. száma Szerdahelyi István-emlékszám volt. Számos Szerdahelyi István-írást közöltek (verseket, publicisztikát, tanulmányt), s a jeles tudós tisztelői is megosztották Szerdahelyi Istvánról a személyes emlékeiket, illetőleg értékelték nagyívű, több műfajban is releváns munkásságát.

## Ismert mondásai
"Viszonylag fiatal korunk óta valamennyien tudjuk, hogy egyszer mindenkinek meg kell halnia, még nekünk is. Más kérdés, hogy saját halálunkat azért igazából nem tudjuk olyan mértékben el is hinni, hogy számoljunk vele, mint realitással, és sorsunk alakításakor a tekintetbe veendő tényezők egyikeként tartsuk szem előtt."
"Amennyiben a létrejöttünk előtti időszak képzete nem kelt bennünk semmiféle rettegést, ugyan miért kellene iszonyodnunk attól, ami a nemlétben vár reánk?"
"A halál olyan, mint a kommunizmus. Ha már elértük, minden gondunk-bajunk megszűnik - csak a hozzá vezető út elviselhetetlen."
"A szocialista rendszer oly unalmas volt, mint egy nyakig gombolkozott nagymamákat mutogató peep-show, az meg, ami követte, izgalmasabb még a tévébeli mosóporreklámoknál is, ami nem kis szó."

## Társasági tagság
- Magyar Filippin Baráti Társaság (elnök)
- Hevesi Gyula Alapítvány (elnök)
- Nagy Lajos Irodalmi Társaság (főtitkár)

## Díjak, elismerések
- József Attila-díj (1981)

## Művei (válogatás)
- Esztétikai kislexikon; szerk. Szerdahelyi István, Zoltai Dénes, 2. átdolg., bőv. kiad.; Kossuth, Bp., 1972
- Művészet és közérthetőség. Tanulmánygyűjtemény; szerk. Szerdahelyi István, Akadémiai, Bp., 1972 (Muszeion-könyvtár)
- Költészetesztétika; Kossuth, Bp., 1972 (Esztétikai kiskönyvtár)
- A mindennapi élet esztétikája; Kossuth, Bp., 1974 (Esztétikai kiskönyvtár)
- Ízlés és kultúra. Tanulmánygyűjtemény; szerk. Szerdahelyi István; Kossuth, Bp., 1974
- Jel és közösség. Szemiotikai tanulmánygyűjtemény; szerk. Voigt Vilmos, Szépe György, Szerdahelyi István; Akadémiai, Bp., 1975 (Muszeion-könyvtár)
- Csibra István–Szerdahelyi István: Esztétikai alapfogalmak. Kis enciklopédia; Tankönyvkiadó, Bp., 1975
- A magyar esztétika története (1945-1975). 1976
- Kovács Endre–Szerdahelyi István: Irodalomelméleti alapfogalmak; Tankönyvkiadó, Bp., 1977
- Esztétikai ABC; szerk. Csibra István, Szerdahelyi István, Kossuth, Bp., 1977
- A strukturalizmus-vita. Dokumentumgyűjtemény; összeáll. Szerdahelyi István; Akadémiai, Bp., 1977
- A realizmus az irodalomban. Realizmus, pártosság, népiesség a mai magyar irodalomban; szerk. Szerdahelyi István, Kossuth, Bp., 1979 (Esztétikai kiskönyvtár)
- A realizmus a képzőművészetekben. Realizmus, pártosság, népiség a mai magyar vizuális kultúrában; szerk. Szerdahelyi István; Kossuth, Bp., 1979 (Esztétikai kiskönyvtár)
- A kultúra fogalmáról; szerk. Szerdahelyi István; Kossuth, Bp., 1980 (Vélemények, viták)
- Szepes Erika–Szerdahelyi István: Verstan; Gondolat, Bp., 1981
- "A Tisza-parton". Ritmikai kérdések egy Ady-vers kapcsán; szerk. Szerdahelyi István, Kecskés András; MTA Irodalomtudományi Intézet, Bp., 1981
- Lukács György és a magyar kultúra. Tanulmánygyűjtemény; szerk. Szerdahelyi István, Kossuth, Bp., 1982 (Esztétikai kiskönyvtár)
- A művészeti pártosságról; szerk. Bojtár Endre, Szerdahelyi István; Kossuth, Bp., 1983 (Vélemények, viták)
- Az esztétikai érték; Gondolat, Bp., 1984
- Az irodalomelmélet műhelyeiben; Szépirodalmi, Bp., 1984
- Esztétika, kritika, közízlés; Kossuth, Bp., 1985 (Esztétikai kiskönyvtár)
- A regényről; szerk. Szerdahelyi István, Ungvári Tamás; Kossuth, Bp., 1986 (Vélemények, viták)
- Kortársaink mondják; Kozmosz, Bp., 1986
- Fortuna szekerén. Verstani esszé; Szépirodalmi, Bp., 1987
- A marxizmus hazai helyzetéről; szerk. Szerdahelyi István, Vörös T. Károly; Kossuth, Bp., 1987 (Vélemények, viták)
- Lukács György; Akadémiai, Bp., 1988 (Kortársaink)
- Szepes Erika–Szerdahelyi István: A múzsák tánca. Verstani kisenciklopédia; Akadémiai, Bp., 1988 (Kérdőjel)
- Golyónyomok (regény). 1991
- Hősök és mérnökök. Életrajzi esszé Hevesi Gyuláról; Hevesi Gyula Alapítvány, Bp., 1993
- Magyarnak számkivetve... A Nagy Lajos Irodalmi és Művészeti Társaság antológiája; szerk. Szerdahelyi István; Nagy Lajos Irodalmi és Művészeti Társaság, Bp., 1995
- Irodalomelméleti enciklopédia; Eötvös, Bp., 1995
- Chantefable; Mediant, Bp., 1996
- Mert erősebb a dal. A Nagy Lajos Irodalmi és Művészeti Társaság antológiája; szerk. Szerdahelyi István; Nagy Lajos Irodalmi és Művészeti Társaság, Bp., 1997
- Harc és játszma. A Nagy Lajos Irodalmi és Művészeti Társaság antológiája; szerk. Szerdahelyi István; Hét Krajcár, Bp., 1998
- Szerdahelyi István 65 válogatott morfondírozása; vál., szerk. Szepes Erika; Mediant, Bp., 2000
- Kísértet és kelmeminta. A Nagy Lajos Irodalmi és Művészeti Társaság antológiája; szerk. Szerdahelyi István; Mediant, Bp., 2000
- Bevezetés az esztétikába. 2003.
- A sosem létezett szocializmus. Fogalmi elemzés; Saluton–Eötvös, Bp., 2005
- A még létező kapitalizmus. Fogalmi elemzés; Eötvös József, Bp., 2007
- Varga Rudolf és "ez az izé vadkapitalizmus"; Orpheusz, Bp., 2007
- Család, szerelem, gyermekáldás; Eötvös József, Bp., 2011
- Nemzet és nemzeti kisebbség. Világosan és keményen arról, amiről annyit locsognak. Oktatási segédanyag; Eötvös József, Bp., 2011
- Világárnyék. A Nagy Lajos Irodalmi és Művészeti Társaság antológiája, 2014; szerk. Szepes Erika, Szerdahelyi István, Gyimesi László; Hét Krajcár, Bp., 2014